# Светско првенство у атлетици у дворани 2016 — 800 метара за мушкарце
Такмичење у трчању на 800 метара у мушкој конкуренцији на Светском првенству у атлетици у дворани 2016. одржано је 18. и 19. марта у Орегонском конгресном центру у Портланду (Сједињене Државе).
Титулу светског првака освојену на Светском првенству 2014. бранио је Мохамед Аман из Етиопије.

## Земље учеснице
Ућествовало је 15 такмичара из 12 земаља.
1. Авганистан (1)
2. Андора (1)
3. Бурунди (1)
4. Етиопија (1)
5. Катар (1)
6. Кенија (2)
7. Кипар (1)
8. Мароко (1)
9. Монако  (1)
10. САД (2)
11. Шведска (1)
12. Шпанија (2)

## Освајачи медаља
|                   |                       |                   |
| Борис Беријан САД | Антоан Гакеме Бурунди | Ерик Совински САД |

## Рекорди
Стање на 17. март 2016.
| Рекорди пре почетка Светског првенства 2016. | Рекорди пре почетка Светског првенства 2016. | Рекорди пре почетка Светског првенства 2016. | Рекорди пре почетка Светског првенства 2016. | Рекорди пре почетка Светског првенства 2016. |
| -------------------------------------------- | -------------------------------------------- | -------------------------------------------- | -------------------------------------------- | -------------------------------------------- |
| Светски рекорд                               | 1:42,67                                      | Вилсон Кипкетер, Данска                      | Париз, Француска                             | 9. март 1997.                                |
| Рекорд светских првенстава                   | 1:42,67                                      | Вилсон Кипкетер, Данска                      | Париз, Француска                             | 9. март 1997.                                |
| Најбољи резултат сезоне                      | 1:45,93                                      | Адан Кшчот, Пољска                           | Стокхолм, Шведска                            | 17. фебруар 2016.                            |
| Афрички рекорд                               | 1:44,52                                      | Мохамед Аман, Етиопија                       | Бирмингем, Уједињено Краљевство              | 15. фебруар 2014.                            |
| Азијски рекорд                               | 1:45,26                                      | Јусуф Саад Камел, Бахреин                    | Валенција, Шпанија                           | 9. март 2008.                                |
| Северноамерички рекорд                       | 1:45,00                                      | Џони Греј, Сједињене Државе                  | Зинделфинген, Немачка                        | 8. март 1992.                                |
| Јужноамерички рекорд                         | 1:45,43                                      | Жозе Луиз Барбоса, Бразил                    | Пиреј, Грчка                                 | 8. март 1989.                                |
| Европски рекорд                              | 1:42,67                                      | Вилсон Кипкетер, Данска                      | Париз, Француска                             | 9. март 1997.                                |
| Океанијски рекорд                            | 1:47,48                                      | Рајан Фостер, Аустралија                     | Стејт Колиџ, Сједињене Државе                | 30. јануар 2010.                             |

### Најбољи резултати у 2016. години
Десет најбољих атлетичара године на 800 метара у дворани пре првенства (17. марта 2016), имале су следећи пласман.
| 1.   | Адам Кшчот              | Пољска           | 1:45,63 | 17. фебруар |
| 2.   | Донован Брејзијер       | Сједињене Државе | 1:45,93 | 16. јануар  |
| 2.   | Мусаеб Абдулрахман Бала | Катар            | 1:45,93 | 17. фебруар |
| 4.   | Борис Беријан           | Сједињене Државе | 1:46,00 | 29. јануар  |
| 5.   | Андрес Аројо            | Порторико        | 1:46,20 | 27. фебруар |
| 6.   | Тијмен Куперс           | Холандија        | 1:46,21 | 28. фебруар |
| 7.   | Пјер Амброаз Бос        | Француска        | 1:46,25 | 6. фебруар  |
| 8.   | Келвин Лопез            | Шпанија          | 1:46,26 | 19. фебруар |
| 9.   | Хектор Хернандез        | Сједињене Државе | 1:46,32 | 19. фебруар |
| 10.. | Мустафа Смаили          | Мароко           | 1:46,50 | 13. фебруар |

Такмичари чија су имена подебљана учествовали су на СП 2016.

## Квалификационе норме
| дворана | отворено |
| 1:46,50 | 1:44,00  |

## Сатница
| Датум         | Време | Коло          |
| ------------- | ----- | ------------- |
| 18. март 2016 | 13.55 | Квалификације |
| 19. март 2016 | 18.22 | Финале        |

## Резултати

### Квалификације
У квалификацијама 15 такмичара је било подељено у 3 групе са 5 учесника. Шест 6 места у финалу пласпрани су 3 победника група (КВ) и 3 на основу постигнутог резултата (кв),
| Место | Група | Стаза | Атлетичар               | Земља      | ЛР      | ЛРС     | Резултат | Белешка |
| ----- | ----- | ----- | ----------------------- | ---------- | ------- | ------- | -------- | ------- |
| 1.    | 3     | 6     | Мусаеб Абдулрахман Бала | Катар      | 1:45,48 | 1:45,93 | 1:47,61  | КВ      |
| 2.    | 3     | 3     | Мохамед Аман            | Етиопија   | 1:44,52 | 1:47,21 | 1,48,02  | кв      |
| 3.    | 2     | 2     | Антоан Гакеме           | Бурунди    |         |         | 1:48,09  | КВ, ЛРС |
| 4.    | 3     | 5     | Ерик Совински           | САД        | 1:46,84 | 1:47,11 | 1:48,11  | кв      |
| 5.    | 2     | 5     | Борис Беријан           | САД        | 1:43.34 | 1:46,00 | 1:48,55  | кв      |
| 6.    | 2     | 6     | Џеремаја Кипкорир Мутаи | Кенија     | 1:44,59 | 1:47,21 | 1:48,70  |         |
| 7.    | 2     | 3     | Андреас Крамер          | Шведска    | 1:47,85 | 1:47,85 | 1:49,46  |         |
| 8.    | 2     | 4     | Данијел Андухар         | Шпанија    | 1:46,78 | 1:47,99 | 1:49,49  |         |
| 9.    | 3     | 4     | Теофанис Михаелис       | Кипар      | 1:49,51 | 1:50,18 | 1:51,36  |         |
| 10.   | 1     | 6     | Мустафа Смаили          | Мароко     | 1:46,50 | 1:46,50 | 1:52,16  | КВ      |
| 11.   | 3     | 2     | Брис Ете                | Монако     | 1:21,54 | 1:52,53 | 1:52,23  | ЛРС     |
| 12.   | 1     | 3     | Едвард Кибет Кембои     | Кенија     | 1:45,58 | 1:47,62 | 1:52,39  |         |
| 13.   | 1     | 5     | Алваро де Ариба         | Шпанија    | 1:46,63 | 1:46,63 | 1:52,60  |         |
| 14.   | 1     | 4     | Пол Моја                | Андора     | 1:49,84 | 1:69,84 | 1:54,19  | ЛРС     |
| 15.   | 1     | 2     | Вајс Ибрахим Хајрандеш  | Авганистан |         |         | 1:57,36  | НР      |

### Финале
| Поз. | Стаза | Атлетичар               | Земља    | Резултат | Белешка |
| ---- | ----- | ----------------------- | -------- | -------- | ------- |
|      | 5     | Борис Беријан           | САД      | 1:45,83  | ЛРС     |
|      | 1     | Антоан Гакеме           | Бурунди  | 1:46,65  | ЛРС     |
|      | 3     | Ерик Совински           | САД      | 1:47,22  |         |
| 4.   | 2     | Мохамед Аман            | Етиопија | 1:47,97  |         |
| 5.   | 6     | Мусаеб Абдулрахман Бала | Катар    | 1:48,31  |         |
| 6.   | 4     | Мустафа Смаили          | Мароко   | 1:52,32  |         |

### Пролазна времена
| Дистанца | Атлетичар     | Земља | Време   |
| -------- | ------------- | ----- | ------- |
| 200 м    | Борис Беријан | САД   | 23,92   |
| 400 м    | Борис Беријан | САД   | 49,73   |
| 600 м    | Борис Беријан | САД   | 1:17,37 |